# ラウンド島
ラウンド島 (英語:Round Island)とは、アリューシャン列島フォックス諸島を構成するクレニッツァン諸島の一つの島である。

## 地理
最高地点は、1mで長さ160mの無人島でウガマク島の南、約1kmに位置している。

## 歴史
この島の名前は、1901年にJ.J.ギルバート沿岸および測地調査所によって、名付けられた。